# Paragymnobothrus
Paragymnobothrus is een geslacht van rechtvleugeligen uit de familie veldsprinkhanen (Acrididae). De wetenschappelijke naam van dit geslacht is voor het eerst geldig gepubliceerd in 1910 door Heinrich Hugo Karny.

## Soorten
Het geslacht Paragymnobothrus omvat de volgende soorten:
- Paragymnobothrus gracilis Uvarov, 1953
- Paragymnobothrus rectus Karny, 1910
- Paragymnobothrus rufipes Uvarov, 1925